# يدر (قرية)
يدر لقب لقرية كرغلية واسمها يعني الحياة استوطنها اليهود بعد ذلك  سميت به منطقة في مصراتة في ليبيا،الشط وهو الجزء المطل على البحر حيث أنه معروف ببحر يدّر.ومن أشهر معالمها أنها تحتوي علي أطول خط كثبان رملية(قوز) في مدينة مصراتة وبها أيضا مصيف الصناعات ووشارعها الرئيسي شارع (يدر) حيث يعتبر العصب الحي لقرية يدر.